# Triportheus
Triportheus és un gènere de peixos de la família dels caràcids i de l'ordre dels caraciformes.

## Taxonomia
- Triportheus albus (Cope, 1872)[2]
- Triportheus angulatus (Spix & Agassiz, 1829)[3]
- Triportheus auritus (Valenciennes, 1850)[4]
- Triportheus brachipomus (Valenciennes, 1850)[4]
- Triportheus culter (Cope, 1872)[2]
- Triportheus curtus (Garman, 1890)[5]
- Triportheus elongatus (Günther, 1864)[6]
- Triportheus guentheri (Garman, 1890)[5]
- Triportheus magdalenae (Steindachner, 1878)[7]
- Triportheus nematurus (Kner, 1858)[8]
- Triportheus orinocensis (Malabarba, 2004)
- Triportheus pantanensis (Malabarba, 2004)
- Triportheus pictus (Garman, 1890)[5]
- Triportheus rotundatus (Jardine, 1841)[9]
- Triportheus signatus (Garman, 1890)[5]
- Triportheus trifurcatus (Castelnau, 1855)[10]
- Triportheus venezuelensis (Malabarba, 2004)[11][12][13][14][15][16][17]